# Девятов, Александр Владимирович
Александр Владимирович Девятов (род. 6 января 1998, Саратов) — российский боксёр-профессионал, выступающий в полулёгкой, во второй полулёгкой, в лёгкой, и в первой полусредней весовых категориях.
Победитель командного полупрофессионального турнира «Лига бокса. Интерконтинентальный Кубок» (2022).
Среди профессионалов действующий чемпион Азии по версии WBA Asia (2021—н. в.) в лёгком весе.
Лучшая позиция по рейтингу BoxRec — 85-я (июль 2023) и 4-й среди австралийских боксёров суперлёгкой весовой категории, — входя в ТОП-95 лучших суперлёгковесов всей планеты.

## Биография
Александр Девятов родился 6 января 1998 года в городе Саратове, в России.
В 2019 году закончил Институт физической культуры и спорта (ИФКиС) в Саратовском национальном государственном университете имени Н.Г. Чернышевского.

## Любительская карьера
Девятов тренируется под руководством известного саратовского тренера Антона Кадушина.

## Профессиональная карьера
7 сентября 2017 года, в 19-летнем возрасте, в Саратове (Россия) у Девятова состоялся дебютный бой на профессиональном ринге в лёгком весе (до 61,2 кг), в котором он досрочно нокаутом в 3-м раунде победил опытного соотечественника Александра Салтыкова (10-43-3).
26 ноября 2021 года, в 12-м своём профессиональном бою, в Москве (Россия) досрочно техническим нокаутом в 1-м раунде победил опытного танзанийского нокаутёра Адама Лазаро (10-2, 9 KO), и завоевал вакантный титул чемпиона Азии по версии WBA Asia в лёгком весе.
31 марта 2022 года в Краснодаре досрочно техническим нокаутом в 7-м раунде победил опытного соотечественника Евгения Смирнова (13-2-3, 3 KO).
В июне 2022 года в составе команды Сборной России стал победителем коммерческого командного Интерконтинентального Кубка «Лига бокса» прошедшего в Москве, и организованного букмекерской компанией «Лига Ставок» и телеканалом «Первый канал». Кубок прошёл по полупрофессиональным правилам: проходили 4-х раундовые бои по профессиональным правилам, но в мягких любительских боксёрских перчатках. Девятов участвовал только в трёх из четырёх турнирах этого Кубка выступая в весе до 63 кг, и победил единогласным решением судей колумбийца Андреса Гарсию из команды Америки, но также дважды решением судей проиграл опытному боксёру-любителю таджику Баходуру Усмонову из команды Азии.
2 июля 2022 года в Москве досрочно путём отказа соперника от продолжения боя после 4-го раунда вновь победил опытного колумбийца Андреса Гарсию (13-5-1, 8 KO).

## Статистика профессиональных боёв
В таблице перечислены результаты всех поединков боксёров.
В каждой строке указан результат поединка. Дополнительно номер поединка обозначен цветом, который обозначает итог поединка. Расшифровка обозначений и цветов представлена в нижеследующей таблице.
| Пример | Расшифровка                     |
| ------ | ------------------------------- |
|        | Победа                          |
|        | Ничья                           |
|        | Поражение                       |
|        | Планируемый поединок            |
|        | Поединок признан несостоявшимся |
| КО     | Нокаут                          |
| ТКО    | Технический нокаут              |
| PTS    | Решение судей (по очкам)        |
| UD     | Единогласное решение судей      |
| MD     | Решение большинства судей       |
| SD     | Раздельное решение судей        |
| RTD    | Отказ от продолжения боя        |
| DQ     | Дисквалификация                 |
| NC     | Поединок признан несостоявшимся |

| 14 поединков, 14 побед (13 нокаутом). | 14 поединков, 14 побед (13 нокаутом). | 14 поединков, 14 побед (13 нокаутом). | 14 поединков, 14 побед (13 нокаутом). | 14 поединков, 14 побед (13 нокаутом).                    | 14 поединков, 14 побед (13 нокаутом). | 14 поединков, 14 побед (13 нокаутом).                                    |
| Бой                                   | Рекорд                                | Дата боя                              | Соперник                              | Место проведения боя                                     | Раундов, время                        | Дополнительно                                                            |
| ------------------------------------- | ------------------------------------- | ------------------------------------- | ------------------------------------- | -------------------------------------------------------- | ------------------------------------- | ------------------------------------------------------------------------ |
| 14                                    | 14-0                                  | 2 июля 2022                           | Андрес Гарсия (13-5-1)                | УСК «Крылья Советов», Москва, Россия                     | RTD 4 (10), 3:00                      |                                                                          |
| 13                                    | 13-0                                  | 31 марта 2022                         | Евгений Смирнов (13-2-3)              | Баскет-холл, Краснодар, Краснодарский край, Россия       | TKO 7 (10), 0:32                      | Счёт после остановки боя: 59-55, 58-56 (дважды).                         |
| 12                                    | 12-0                                  | 26 ноября 2021                        | Адам Лазаро (10-2)                    | УСК «Крылья Советов», Москва, Россия                     | TKO 1 (10), 1:26                      | Завоевал вакантный титул чемпиона Азии по версии WBA Asia в лёгком весе. |
| 11                                    | 11-0                                  | 15 мая 2021                           | Рофхива Маему (19-10-3)               | УСК «Крылья Советов», Москва, Россия                     | TKO 8 (8), 1:22                       |                                                                          |
| 10                                    | 10-0                                  | 2 апреля 2021                         | Элдорбек Саидов (5-4-2)               | УСК «Крылья Советов», Москва, Россия                     | RTD 2 (8), 3:00                       | Счёт после остановки боя: 20-18 (трижды).                                |
| 9                                     | 9-0                                   | 20 февраля 2021                       | Отто Гамез (19-4)                     | Vegas City Hall, Красногорск, Московская область, Россия | TKO 1 (8), 2:41                       |                                                                          |
| 8                                     | 8-0                                   | 1 февраля 2020                        | Край Сеттафон (29-5)                  | ДС «Янтарный», Калининград, Россия                       | RTD 5 (8), 3:00                       | Счёт после остановки боя: 50-45 (трижды).                                |
| 7                                     | 7-0                                   | 13 декабря 2019                       | Ника Кокашвили (19-24-1)              | Спортивная арена ПАОК, Салоники, Греция                  | KO 1 (6), 2:55                        | Бой в полулёгком весе (до 57,15 кг).                                     |
| 6                                     | 6-0                                   | 16 марта 2019                         | Энтонс Закестс (4-6)                  | Hotel W, Барселона, Каталония, Испания                   | TKO 2 (8)                             | Закестс дважды в нокдауне в 1-м раунде и один раз во 2-м раунде.         |
| …                                     |                                       |                                       |                                       |                                                          |                                       |                                                                          |
| 1                                     | 1-0                                   | 7 сентября 2017                       | Александр Салтыков (10-43-3)          | ЛДС «Кристалл», Саратов, Саратовская область, Россия     | KO 3 (6), 0:50                        | Дебют в профессиональном боксе.                                          |

## Спортивные достижения

### Профессиональные
- 2021 — н. в. —  Чемпион Азии по версии WBA Asia в лёгком весе.